# A. K. M. Nurul Islam
A.K.M. Nurul Islam (1er août 1919 - 14 novembre 2015) était un juge bangladais et le 5e vice-président du Bangladesh.

## Carrière
Islam a été juge à la Haute Cour du Pakistan oriental de 1967 à 1971. Il a été commissaire en chef de la Commission électorale du Bangladesh de 1977 à 1984. Lors des élections de 1978, il a exhorté les fonctionnaires chargés du travail électoral à s'acquitter de leurs tâches de manière à garantir une élection libre et équitable. Il a promis des sanctions contre les personnes utilisant des malversations.
De février 1985 à août 1989, il a occupé le poste de ministre du droit. Il a été nommé vice-président du pays le 30 novembre 1986 par le président de l'époque, Hossain Mohammad Ershad.
Le 31 août 1987, Nurul Islam, s'est rendu au siège du Comité international de la Croix-Rouge, où il a été reçu par le président de l'institution, M. Cornelio Sommaruga. En août 1989, le président Ershad, a nommé un nouveau premier ministre et a nommé le fonctionnaire déplacé au poste de vice-président lors d'un remaniement surprise de son cabinet. Selon l'agence de presse officielle BSS, Ershad a fait prêter serment au vice-premier ministre Kazi Zafar Ahmed comme premier ministre et à l'ancien premier ministre Moudud Ahmed comme vice-président. Elle a ajouté que l'ancien vice-président A.K.M. Nurul Islam avait été relevé de ses fonctions. Islam avait servi pendant deux ans.

## Vie privée
Islam était marié à Jahanara Arzu, poète lauréate du prix Ekushey Padak,. Ensemble, ils ont eu deux fils dont le juge Md Ashfaqul Islam et une fille, le professeur Minara Zahan.
AKM Nurul Islam est décédé de complications liées à l'âge à l'hôpital Apollo de la capitale Dacca, le 14 novembre 2015. Il était âgé de 92 ans. Le corps de Nurul Islam a été transporté dans les locaux de la Cour suprême et son namaz-e-janaza s'y est déroulé après la prière du Zohr. Il a été enterré à Harirampur, dans le district de Manikganj,,.